# Смит, Тейт
Тейт Смит (англ. Tate Smith; род. 1981) — австралийский гребец-байдарочник, выступает за сборную Австралии с 2008 года. Чемпион летних Олимпийских игр в Лондоне, серебряный и бронзовый призёр чемпионатов мира, победитель многих регат национального и международного значения.

## Биография
Тейт Смит родился 18 ноября 1981 года в Сиднее. Активно заниматься греблей начал с раннего детства, проходил подготовку в каноэ-клубе Gold Coast.
Благодаря череде удачных выступлений удостоился права защищать честь страны на летних Олимпийских играх 2008 года в Пекине — в составе четырёхместного экипажа, куда также вошли гребцы Тони Шумахер, Дейв Смит и Клинт Робинсон, стартовал на дистанции 1000 метров, однако сумел дойти лишь до стадии полуфиналов, где финишировал четвёртым.
Первого серьёзного успеха на взрослом международном уровне добился в 2011 году, когда попал в основной состав австралийской национальной сборной и побывал на чемпионате мира в венгерском Сегеде, откуда привёз награду серебряного достоинства, выигранную в зачёте четырёхместных байдарок на километровой дистанции — в финале его обошёл только экипаж из Германии. Будучи одним из лидеров гребной команды Австралии, благополучно прошёл квалификацию на Олимпийские игры 2012 года в Лондоне — в четвёрках на тысяче метрах совместно с такими гребцами как Дейв Смит, Мюррей Стюарт и Джейкоб Клир обогнал всех своих соперников и завоевал тем самым золотую олимпийскую медаль.
После лондонской Олимпиады Смит остался в основном составе австралийской национальной сборной и продолжил принимать участие в крупнейших международных регатах. Так, в 2013 году он отправился представлять страну на мировом первенстве в немецком Дуйсбурге, где получил бронзовую медаль в километровой гонке четырёхместных экипажей, в финале уступив только экипажам из России и Чехии.